# Hermann Heumann
Hermann Heumann (* 30. April 1878 in Neubauhof bei Stavenhagen; † 15. November 1967) war ein deutscher Ingenieur und Wissenschaftler im Bereich der Schienenfahrzeugtechnik.

## Biografie
Nach der Schulausbildung in Stavenhagen und Oldenburg ging Hermann Heumann 1896 zum Studium des Maschinenbaus nach München und Hannover.
Anschließend Anstellung bei der Preußisch-Hessischen Eisenbahngemeinschaft, Konstrukteur bei Krauss & Co. (München).
1906 legte er die Große Staatsprüfung ab und war anschließend Regierungsbaumeister in Danzig, wo er später an der Technischen Universität Danzig Assistent wurde und 1909 seine Promotion ablegte.
Ab 1920 bis zu seiner Emeritierung 1946 war er ordentlicher Professor für Eisenbahnmaschinenbau und Massenförderanlagen an der RWTH Aachen.
1948–1953 hielt er Vorlesungen zur Spurführungstechnik an der TU München.

## Werk
Heumann forschte auf den Gebieten „Spurführungstechnik“ und „Lauf der Schienenfahrzeuge im Gleis“. Er gilt als Entwickler der sogenannten Heumann-Methode, mit der sich die spurführenden Kräfte bei der Bogenfahrt von Eisenbahnfahrzeugen in vereinfachter und anschaulicher Weise angeben lassen und mit der die heute möglichen Berechnungen moderner Rechnerprogramme überprüft werden können.

## Schriften
- Der praktische Lokomotivbeamte (Teil 1) – Die Lokomotive, Verlag A. Nauck, Berlin, 1924.
- Mehrscheibenseilgetriebe, Verlag A. Ziemsen, Wittenberg, 1930.
- Minimum-Verfahren, Eigenverlag, Aachen, 1940.
- Grundzüge der Führung der Schienenfahrzeuge, Oldenbourg-Verlag, München, 1954.